# NGC 1964

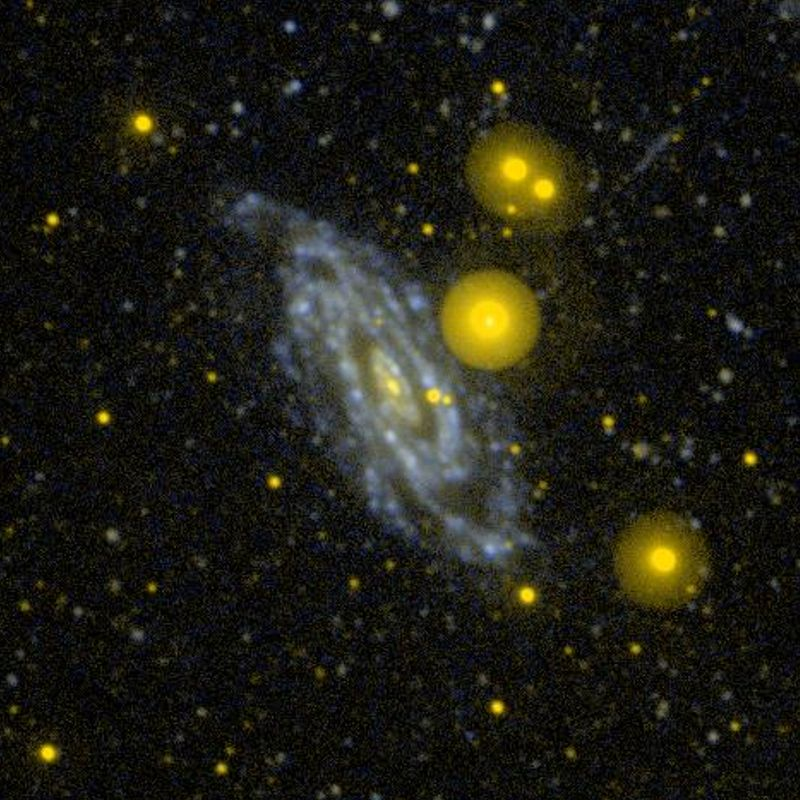
NGC 1964 (ultravioletto)

NGC 1964 è una galassia visibile nella costellazione della Lepre.
È una galassia a spirale di tipo Sc, ossia con i bracci che prevalgono sul nucleo centrale; appare disposta quasi di taglio, ma è possibile comunque apprezzarne la struttura, che si evidenzia pure con un telescopio newtoniano. È formata da due bracci principali, su cui si addensano numerosi "nodi" stellari, ben avvolti intorno ad un nucleo molto luminoso.